# ‘Eilabun
‘Eilabun (hebreiska: עילבון, ‘Elabun) är en ort i Israel.   Den ligger i distriktet Norra distriktet, i den norra delen av landet. ‘Eilabun ligger 187 meter över havet och antalet invånare är 4 400.
Terrängen runt ‘Eilabun är lite kuperad.Runt ‘Eilabun är det tätbefolkat, med 982 invånare per kvadratkilometer. Närmaste större samhälle är Nasaret, 17,7 km sydväst om ‘Eilabun. Trakten runt ‘Eilabun består till största delen av jordbruksmark.